# Actia fulvicauda
Actia fulvicauda là một loài ruồi trong họ Tachinidae.